# フィラ・デ・バルセロナ

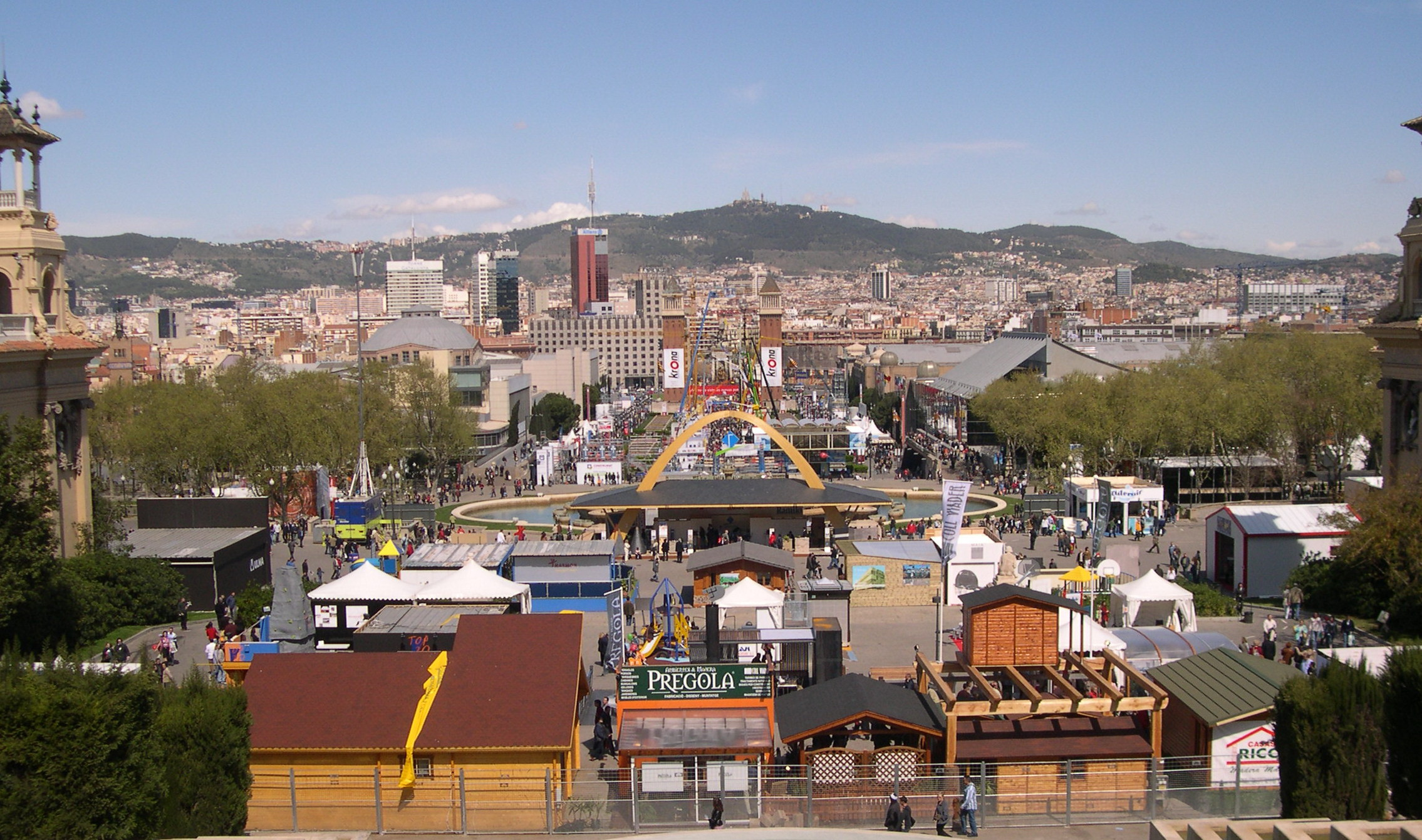
2005年のコンストラマット開催時のムンジュイックコンベンションセンター

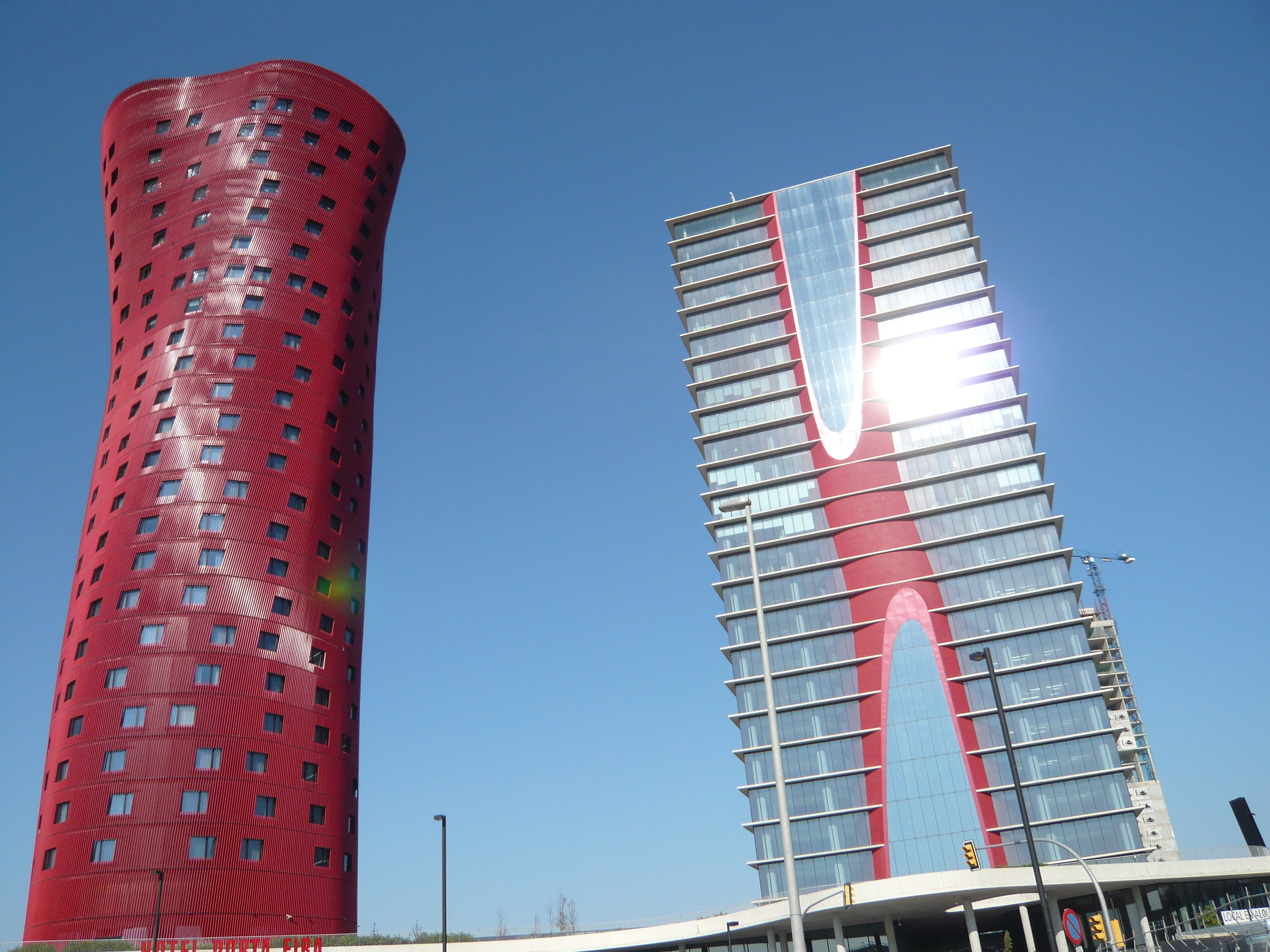
グランビアコンベンションセンターにある伊東豊雄設計によるタワー（2010年）

フィラ・デ・バルセロナ（カタルーニャ語: Fira de Barcelona、カタルーニャ語発音: [ˈfiɾə ðə βərsəˈɫonə] フィラ・ダ・バルサローナ）とは、1932年にスペイン・カタルーニャ州バルセロナに設置された見本市の会場および主催団体である。自主経営による公営企業所有であり、80以上の見本市を主催しており、40,000社が出展し350万人の来場者が押し寄せる。
フィラ・デ・バルセロナは365,000平方メートルの展示フロアスペースがありヨーロッパ最大級である。2つのコンベンションセンターで構成されており、ムンジュイック（165,000平方メートルの展示フロアスペースに50,000平方メートルの野外スペース）と2007年オープンのルスピタレート・ダ・リュブラガートに接するグランビーアビジネス地区（200,000平方メートルの展示フロアスペース）に分けられている。

## 主なイベント
- モバイルワールドコングレス - バルセロナ最大級のイベントの1つ。2011年7月22日にGSMアソシエーションはモバイルワールドコングレスを2018年までバルセロナで開催することを発表した[2]。
- バルセロナ国際モーターショー[3]
- International Caravaning Show[4]
- Saló Nàutic de Barcelona[5] - 航海ショー
- コンストラマット(Construmat) - 建築ショー
- ザ・ブランダリー（英語版） - 年2回開催のファッションショー

イベントの全開催予定は次のサイト参照: http://www.firabcn.es/en/calendar/-/show/2013

## アクセス
ムンジュイックセンターはバルセロナ地下鉄1号線、3号線のプラサ・デスパニャ駅下車、またはバス路線の9号線、13号線、27号線、30号線、37号線、50号線、56号線、57号線、65号線、79号線、91号線、109号線、153号線、157号線でエスパーニャ広場に下車。
グランビーアセンターへはバルセロナ地下鉄8号線とカタルーニャ公営鉄道のエウローパ・フィラ駅下車かバス路線の79号線で行く事になる。